# Liste der Monuments historiques in Saucats
Die Liste der Monuments historiques in Saucats führt die Monuments historiques in der französischen Gemeinde Saucats auf.

## Liste der Bauwerke
| Bezeichnung                       | Beschreibung | Standort | Kennzeichnung | Schutzstatus | Datum | Bild           |
| --------------------------------- | ------------ | -------- | ------------- | ------------ | ----- | -------------- |
| Mémorial de la ferme de Richemont |              | (Lage)   | PA33000085    | Inscrit      | 2005  | weitere Bilder |

## Liste der Objekte
| Bezeichnung               | Beschreibung                     | Standort                       | Kennzeichnung | Schutzstatus | Datum | Bild |
| ------------------------- | -------------------------------- | ------------------------------ | ------------- | ------------ | ----- | ---- |
| Altar und Retabel         | Holz, bemalt, 17. Jahrhundert    | in der Kirche St-Pierre (Lage) | PM33001293    | Inscrit      | 1975  |      |
| Konsole im Stil Louis XVI | Holz und Marmor, 18. Jahrhundert | in der Kirche St-Pierre (Lage) | PM33000782    | Classé       | 1971  |      |